# 寰邦科技
寰邦科技股份有限公司，簡稱寰邦科技股份，以及寰邦科技（英語：Global Testing Corporation Limited，SGX：G31），在1998年由陳泰銘（董事長）創立。總經理為胡亦龍。
業務為主要提供半導體各種類型測試機，總部位於303新竹縣湖口鄉光復路75號。股份在2005年8月24日於新加坡交易所主板上市。招股價為0.3坡元，配售股份為211,855,000股，集資額為63,556,500坡元。

## 連結
- GTTW.com.tw （页面存档备份，存于）